# Clouds Taste Metallic
Clouds Taste Metallic es el séptimo álbum de estudio de la banda estadounidense de rock The Flaming Lips, lanzado el 19 de septiembre de 1995. Es el último disco de Flaming Lips en contar con la colaboración del guitarrista Ronald Jones.
"They Punctured My Yolk" se sampleó en el disco de Beastie Boys To the 5 Boroughs.

## Lista de canciones
| N.º | Título                                                    | Duración |  |
| 1.  | «The Abandoned Hospital Ship»                             | 3:38     |  |
| 2.  | «Psychiatric Explorations of the Fetus with Needles»      | 3:27     |  |
| 3.  | «Placebo Headwound»                                       | 3:40     |  |
| 4.  | «This Here Giraffe»                                       | 3:46     |  |
| 5.  | «Brainville»                                              | 3:13     |  |
| 6.  | «Guy Who Got a Headache and Accidentally Saves the World» | 4:29     |  |
| 7.  | «When You Smile»                                          | 3:13     |  |
| 8.  | «Kim's Watermelon Gun»                                    | 3:21     |  |
| 9.  | «They Punctured My Yolk»                                  | 4:21     |  |
| 10. | «Lightning Strikes the Postman»                           | 2:50     |  |
| 11. | «Christmas at the Zoo»                                    | 3:06     |  |
| 12. | «Evil Will Prevail»                                       | 3:45     |  |
| 13. | «Bad Days» (Aurally Excited Version)                      | 4:38     |  |

## Personal
- Wayne Coyne
- Steven Drozd
- Michael Ivins
- Ronald Jones